# Hartass

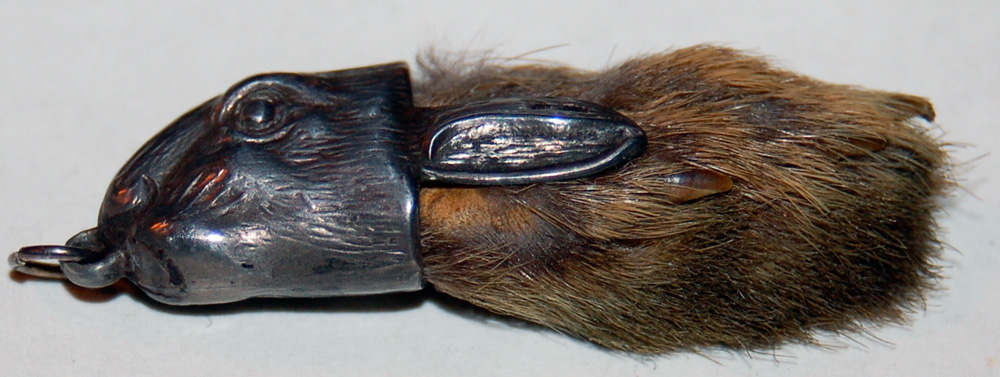
Hartass med fäste i silver

Hartass är en avdelad bit från en hares ben, som i vissa kulturer anses bringa tur. Tron har kunnat spåras ända tillbaka till 600 f.Kr. hos kelterna på de brittiska öarna. I hoodookulturen anses vänster bakben av en hare som fångats på en begravningsplats ha övernaturliga krafter.
Det var också mycket vanligt att använda hartassar som sudd till griffeltavlor, och senare till skolornas svarta tavlor.
Hartass kan även i programmeringens värld betyda citationstecken.